# Septunx
Entre los Romanos, el septunx era una moneda de peso de 7 onzas a cuyo valor bajaron de algún tiempo la libra de 12 onzas o el as. También le llaman en castellano septunce. 
Otros dicen que el Septunx fue de hecho por algún tiempo de 7 onzas y media por haber tenido entonces el as este valor. 
Asimismo se tomó por siete ciatos a que llamaban onzas que eran ciertos vasos o medidas de vino. También se tomó Septunx por media yugada de tierra y una duodécima, que extendían a 16.800 pies. 